# Epicorum Graecorum Fragmenta
Epicorum Graecorum Fragmenta (EGF) ist der Titel zweier Fragmentsammlungen der griechischen epischen Literatur.

## Kinkel
Die erste wurde im 19. Jahrhundert von Gottfried Kinkel (1841–1891) herausgegeben. Im B. G. Teubner Verlag erschien 1877 der erste Band, in dem die Fragmente der archaischen epischen Dichter Abaris, Antimachos von Kolophon, Antimachos von Teos, Antiphon, Anyte von Tegea, Arktinos von Milet, Aristeas, Asios von Samos, Augias, Chersias, Choirilos von Jasos, Choirilos von Samos, Demodokos von Leros, Diodoros, Diotimos, Diphilos, Epilykos, Epimenides, Eugammon, Eumelos von Korinth, Hagias, Hegesinos, Hesiod, Homer, Karkinos, Kerkops, Kinaithon, Konon, Kreophylos, Kynaithos von Chios, Lesches, Melanippides, Musaios, Nikeratos, Onomakritos, Panyassis, Peisandros von Kameiros, Phaidimos, Pigres, Pisinos, Stasinos, Telesis und Thestorides. Nach diesem ersten Band blieb das Werk unvollendet.

## Davies
Die zweite Ausgabe der griechischen Epikerfragmente dieses Titels gab Malcolm Davies 1988 im Göttinger Verlag Vandenhoeck & Ruprecht heraus. Sie wird seit 2003 durch die zweisprachigen (griechisch-englischen) Ausgabe Greek epic fragments: from the seventh to the fifth centuries BC von Martin Litchfield West in der Loeb Classical Library (LCL 497) ergänzt.